# Щепково-Борове
Щепково-Борове (пол. Szczepkowo Borowe) — село в Польщі, у гміні Яновець-Косьцельний Нідзицького повіту Вармінсько-Мазурського воєводства.
Населення — 153 особи (2011).
У 1975-1998 роках село належало до Ольштинського воєводства.

## Демографія
Демографічна структура станом на 31 березня 2011 року:
|          | Загалом | Допрацездатний вік | Працездатний вік | Постпрацездатний вік |
| -------- | ------- | ------------------ | ---------------- | -------------------- |
| Чоловіки | 80      | 10                 | 63               | 7                    |
| Жінки    | 73      | 15                 | 37               | 21                   |
| Разом    | 153     | 25                 | 100              | 28                   |